# Acid γ-linolenic
Acid linolenic-gamma hoặc GLA (γ-Linolenic acid), (INN và USAN gamolenic acid) là một acid béo chủ yếu được tìm thấy trong dầu thực vật. Khi tác dụng trên GLA, 5-lipoxygenase không sản sinh ra leukotrienes và sự chuyển đổi của enzim acid arachidonic thành leukotrienes sẽ bị ức chế.

## Hóa học
GLA được phân loại là acid béo n-6 (còn được gọi là ω-6 hoặc omega-6), có nghĩa là liên kết đôi đầu tiên trên đầu methyl (được chỉ định bằng n hoặc ω) là liên kết thứ sáu. Trong văn học sinh lý học, GLA được chỉ định là 18: 3 (n-6). GLA là một acid carboxylic với một chuỗi 18-carbon và ba liên kết đôi cis. Nó là một đồng phân acid α-linolenic, một acid béo n-3 (omega-3) không no, được tìm thấy trong dầu canola hạt cải dầu, đậu nành, óc chó, hạt lanh (dầu hạt lanh), perilla, chia và hạt cây gai dầu.

## Lịch sử
GLA lần đầu tiên được phân lập từ dầu hạt dưa và thảo chiều. Cây thảo dược này được trồng bởi người Mỹ bản địa để điều trị sưng trong cơ thể. Vào thế kỷ 17, nó được đưa vào châu Âu và trở thành một phương thuốc dân gian phổ biến, mang tên chữa bệnh của vua. Năm 1919, Heiduschka và Lüft chiết xuất dầu từ hạt lựu tối và mô tả một acid linolenic bất thường, mà họ tên là γ-. Sau đó, cấu trúc hóa học chính xác được đặc trưng bởi Riley..
Mặc dù có các dạng α- và γ- của acid linolenic, nhưng không có dạng β. Một đã được xác định, nhưng nó trở thành một hiện vật của quá trình phân tích ban đầu.

## Nguồn eicosanoid

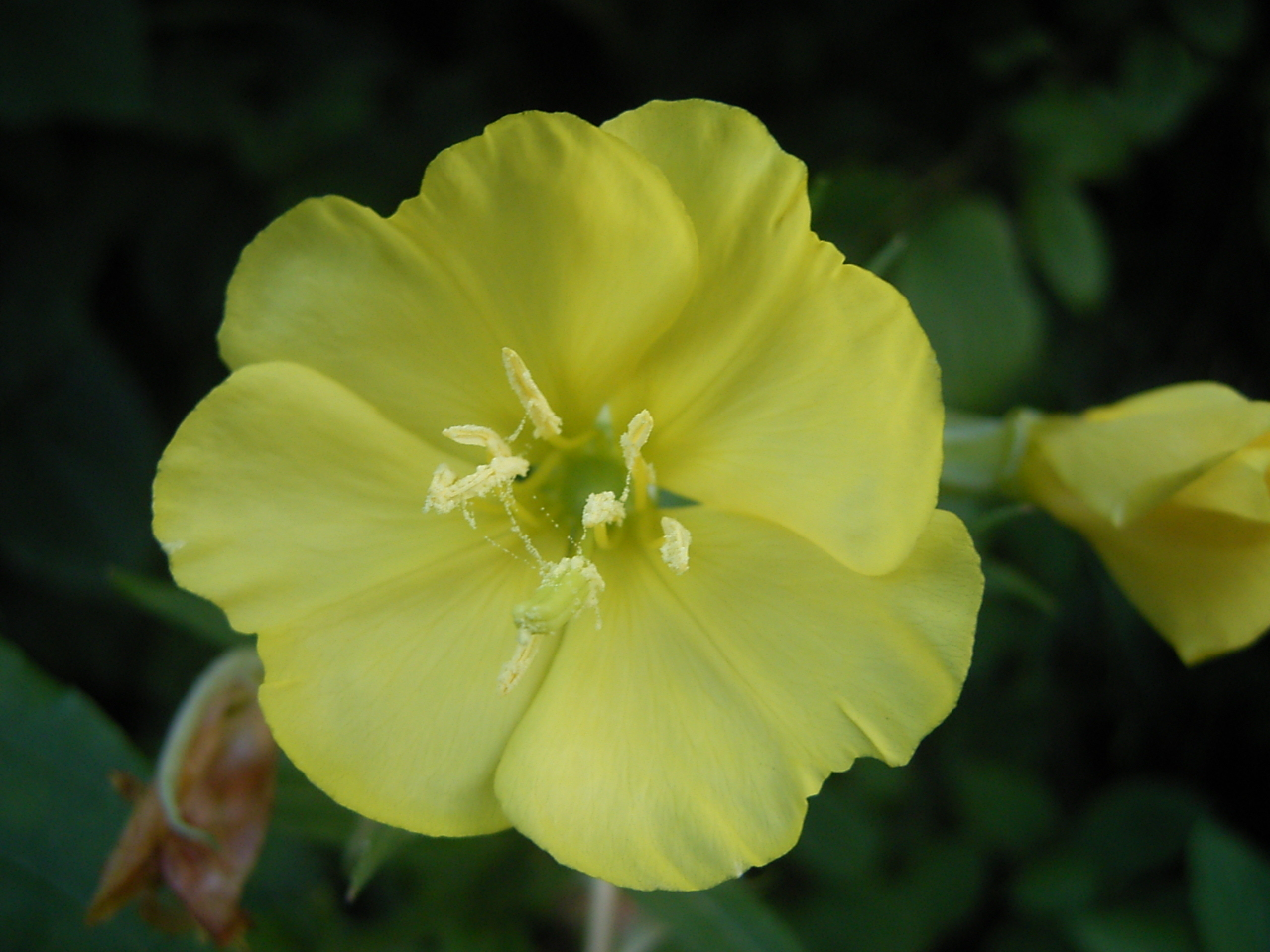
Dầu hạt của Oenothera biennis (hoa anh thảo chiều) là nguồn GLA